# باتريشيا كيرن هولمغرين
باتريشيا كيرن هولمغرين (بالإنجليزية: Patricia Kern Holmgren)‏ هي مستكشفة وعالمة نبات أمريكية، ولدت في 1940.